# Muscarine
La muscarine est un alcaloïde toxique de la classe des alcaloïdes tropaniques extrait de champignons vénéneux.

## Description

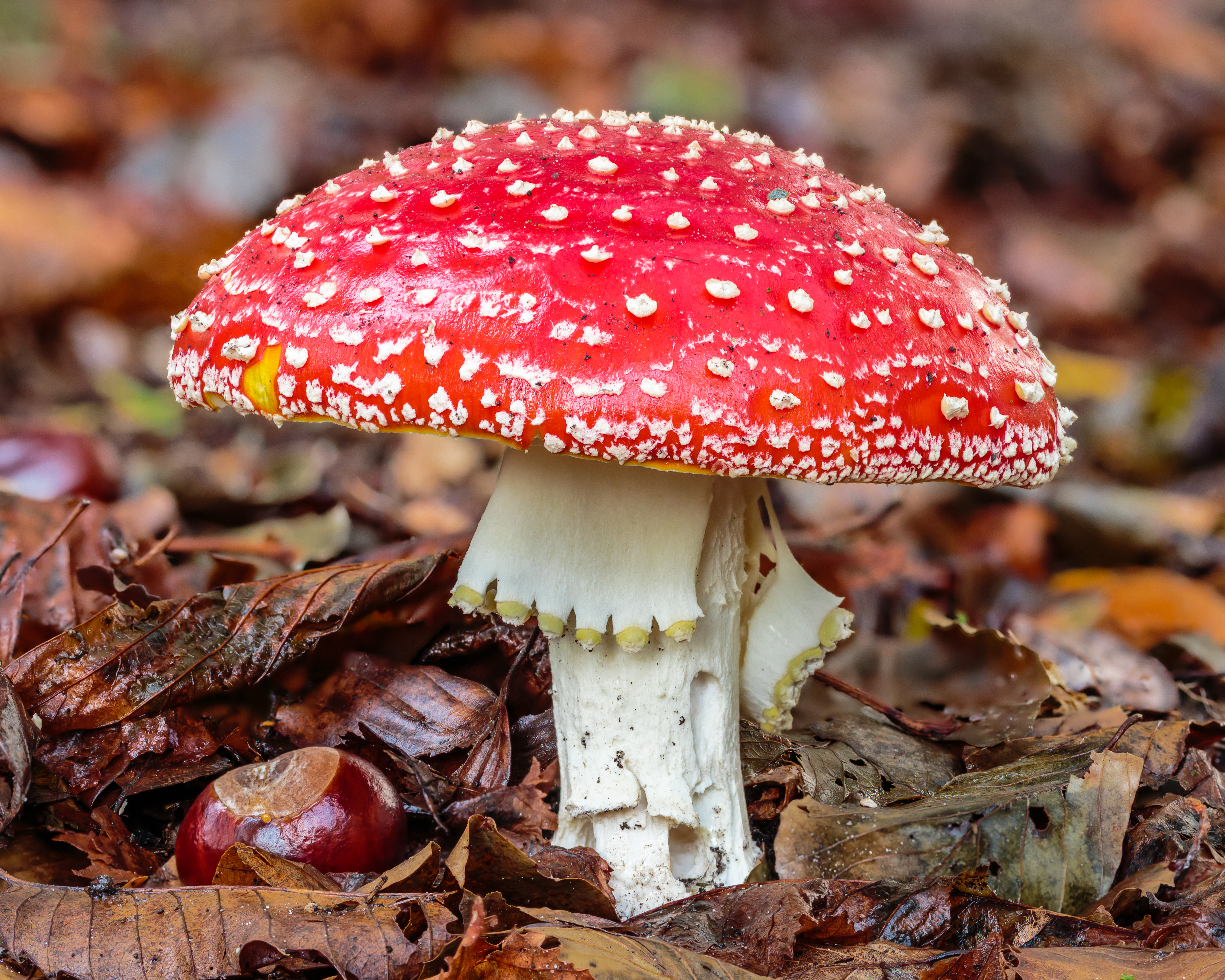
Une amanite tue-mouches.

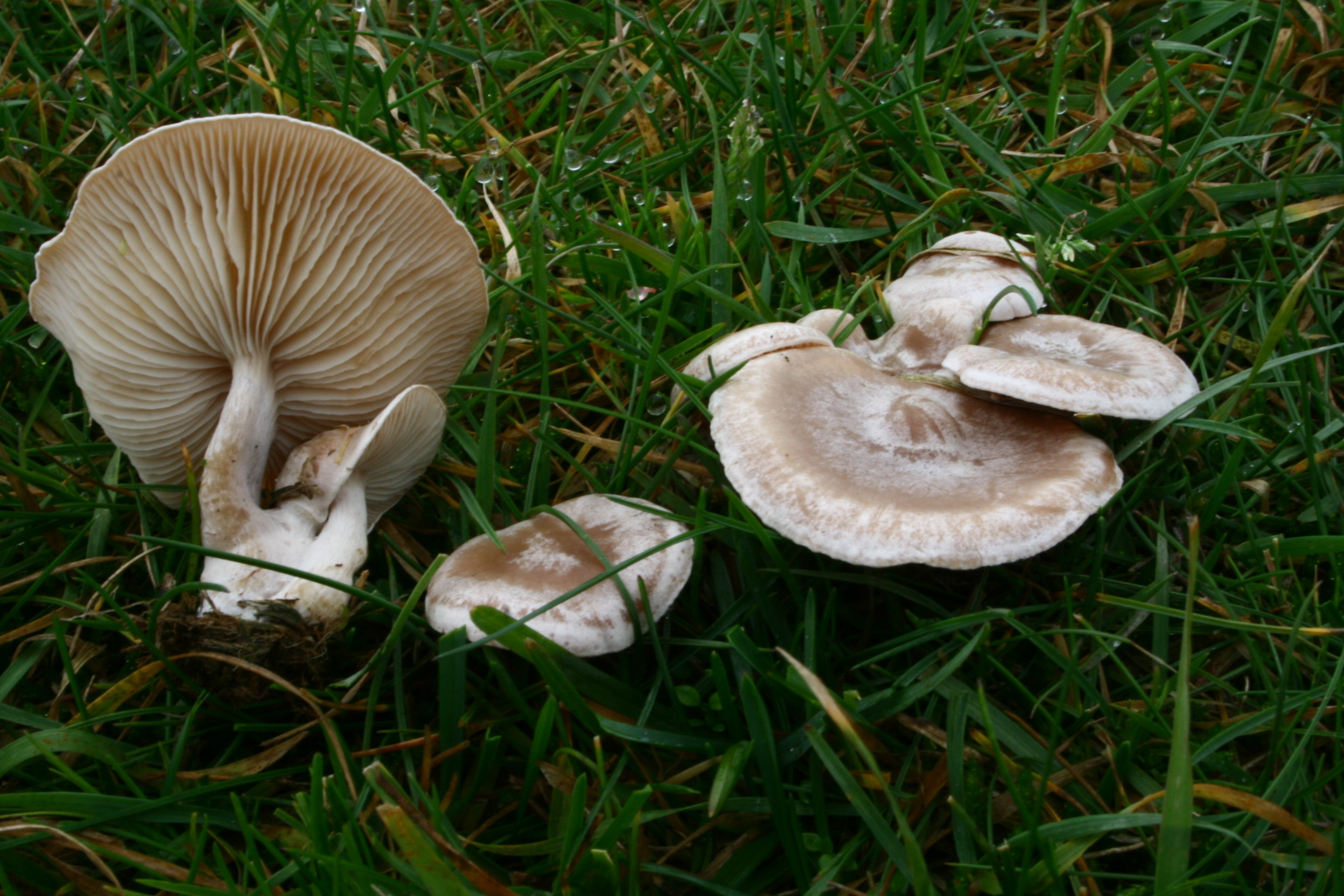
Clitocybe rivulosa.

Elle a été isolée pour la première fois à partir de l'amanite tue-mouches (Amanita muscaria) en 1869 par Oswald Schmiedeberg. En forte  dose chez Inocybe erubescens, Clitocybe dealbata, et Clitocybe rivulosa, elle est moins présente chez  Clitocybe festiva, et de nombreuses espèces du genre Inocybe, et présente chez Clitocybe suaveolens, Clitocybe diatreta, Clitocybe illudens. On la trouve également chez Tylopilus felleus, le bolet amer.
Elle provoque le syndrome muscarinien.
C'est la première substance identifiée comme activatrice du système nerveux parasympathique. Elle conduit, par son action sur le système nerveux périphérique parasympathique, à des convulsions puis, dans les cas les plus sévères, à la mort. Du fait de sa charge positive, elle ne traverse pas la barrière hématoencéphalique et n'atteint donc pas le système nerveux central.

## Mécanisme d'action
Elle agit sur les récepteurs métabotropiques (à sept domaines transmembranaires) de l'acétylcholine qui sont, de ce fait identifiés pharmacologiquement comme "muscariniques" (par opposition aux récepteurs ionotropes nicotiniques de l'acétylcholine, sensibles à la nicotine et qui sont des récepteurs-canaux).

## Syndrome muscarien
Le syndrome muscarien, ou muscarinien, provoqué par l'absorption du champignon cru ou séché, résulte d'une intoxication par la muscarine qui apparaît rapidement : les premiers symptômes peuvent même survenir avant la fin du repas mais ne sont jamais supérieurs à huit heures. Ils sont caractérisés par une bradycardie, une hypotension et typiquement par une hypersécrétion généralisée : une hyper-salivation, des écoulements du nez, une forte transpiration, des larmoiements et des difficultés à respirer dues à une hypersécrétion au niveau des bronches ainsi que des vomissements et de la diarrhée qui crée une déshydratation et des troubles de l'équilibre électrolytique,.
Un traitement à l'atropine est parfois indiqué.